# Carl Adolf Modin
Carl Adolf Modin, född 10 augusti 1797, död 4 november 1860 i Sundsvalls församling, Västernorrlands län, var en svensk borgmästare.

## Biografi
Carl Adolf Modin föddes 1797. Han blev 1815 student vid Uppsala universitet och 1824 borgmästare i Luleå stad. Modin var riksdagsman vid riksdagen 1828–1830 och blev 1830 borgmästare i Sundsvalls stad. Han var riksdagsman vid riksdagen 1834–1835. Modin avled 1860 i Sundsvalls församling.

### Familj
Modin gifte sig första gången 1824 med Gustafva Katarina Petersson och andra gången 1827 med Carolina Maria Petersson.